# Elecciones generales de Honduras de 2005
Las elecciones generales de Honduras de 2005, se realizaron el domingo 27 de noviembre de 2005, fueron las segundas del siglo XXI celebradas en el país. En ellas se renovaron los titulares de los cargos de elección popular de la República de Honduras, estos son:
- Presidente de Honduras: Jefe de Estado de Honduras que ejerce las funciones de dirección del Poder Ejecutivo y de comandante general de las Fuerzas Armadas.
- 128 diputados propietarios y 128 suplentes al Congreso Nacional.
- 20 diputados al Parlamento Centroamericano.
- 298 alcaldes y 298 vicealcaldes, así como 2,092 regidores.

De acuerdo a datos del Registro Nacional de las Personas (RNP), hubo 3 982 472 hondureños inscritos en el padrón de votantes.

## Antecedentes

### Reformas
En el gobierno de Ricardo Maduro (2002-2006) se realizaron importantes reformas electorales para el funcionamiento del sistema político-electoral. Parte de ellos procedieron de un compromiso firmado el 4 de septiembre de 2001 entre los principales dirigentes de los partidos políticos, que incluyó a los cinco candidatos presidenciales de las elecciones de 2001. El documento firmado se llamó Manifiesto de los Partidos Políticos al Pueblo Hondureño. En él se incluía la separación del Tribunal Nacional de Elecciones y del Registro Nacional de las Personas, y la sustitución de la figura de los tres Designados Presidenciales por la de un Vicepresidente de la República. Ambas reformas fueron aprobadas el 11 y 12 de noviembre de 2002. Con la reforma, el Tribunal Nacional de Elecciones pasó a llamarse Tribunal Supremo Electoral (TSE), y su número de Magistrados se redujo de 5 a 3, quienes serían electos por las dos terceras partes del Congreso Nacional. En el compromiso pactado de 2001 se incluía además la incorporación constitucional del plebiscito y el referéndum, la regulación de las campañas electorales y de su financiación, y la revisión de los mecanismos de elección de diputados.
El 15 de mayo de 2004 el Congreso aprobó la Ley Electoral y de las Organizaciones Políticas, la cual limitó el tiempo de campaña política a 90 días para las elecciones primarias y a 120 para las elecciones generales; estableció que las donaciones mayores a 300,000 lempiras debían ser divulgadas y que el 30% de los miembros de un partido político, incluyendo diputados, debían ser mujeres. Sin embargo, la pena por la infracción de este último requisito fue retirada durante la aprobación final de la ley. 
La ley obligaba a los partidos políticos a modificar sus estatutos para incluir la cuota de 30% de participación femenina, dentro de un plazo que concluiría 6 meses antes de las elecciones internas. Entre julio y septiembre de 2004 los partidos políticos lo hicieron; entre ellos la Unificación Democrática aprobó una cuota de participación femenina del 50%. También en 2002 se había creado la "Política Nacional de la Mujer: Primer Plan Nacional de Igualdad de Oportunidades", oficializada como política de Estado, para favorecer la participación de las mujeres en política.
Con la nueva Ley Electoral también se separó la elección de diputados y alcaldes de la del presidente. Ahora en lugar de existir una sola papeleta con candidatos a presidente, existirían 2 papeletas más: una para escoger al alcalde y otra para escoger a los diputados.

## Elecciones internas
Las elecciones internas se realizaron el 20 de febrero de 2005. En ellas participaron los partidos mayoritarios, el Partido Liberal de Honduras y el Partido Nacional de Honduras, que inscribieron a sus precandidatos el 20 de octubre de 2004. Mientras que los partidos minoritarios: el Partido Demócrata Cristiano, el Partido Innovación y Unidad y la Unificación Democrática escogieron a candidatos por consenso para participar directamente en la elección general.
En el Partido Liberal el candidato favorito para ganar según las encuestas fue Manuel Zelaya, precandidato presidencial en las elecciones internas del 2000 y antiguo ministro del Fondo Hondureño de Inversión Social. En ese partido también se postularon el empresario Jaime Rosenthal y la economista y exministra de Finanzas Gabriela Núñez. Los candidatos favoritos en el Partido Nacional eran Porfirio Lobo, entonces presidente del Congreso Nacional y Miguel Pastor, entonces alcalde del Distrito Central. 
Miguel Pastor contó con el apoyo del magnate hondureño Rafael Ferrari, quien era suegro de su hermano gemelo Sebastián Pastor y dueño de las importantes empresas Corporación Televicentro y Emisoras Unidas, lo cual ayudó a Miguel a mantener un perfil alto entre los medios de comunicación. También contó con el apoyo de su suegra Nora Gúnera de Melgar, viuda del expresidente Juan Alberto Melgar Castro (1975-1978). Las agresivas campañas nacionalistas de los dos principales candidatos nacionalistas crearon divisiones a lo interno de ese partido, con Lobo acusando a su adversario de hacer una mala administración y Pastor afirmando que desde el gobierno central se permitía la corrupción. Pastor contaba con gran popularidad entre los votantes jóvenes; en noviembre de 2004 aseguró que 400 mil hondureños no contaban con tarjeta de identidad y acusó a Lobo Sosa de retrasar intencionalmente el proceso de obtención de la misma. En el cierre de campaña ambos candidatos firmaron un pacto para superar los ataques hechos.
En concordancia con la Ley Electoral, el tiempo de campaña política concluyó el 15 de febrero, 5 días antes de las elecciones. El proceso costó, según el Tribunal Supremo Electoral, aproximadamente 124 millones de lempiras. Se dispuso de 5,303 centros de votación, donde se ubicaron 18,368 Mesas Electorales Receptoras. Se trataron de las primeras elecciones primarias supervisadas por la OEA, dijo el jefe de la misión de 78 observadores de ese organismo, Moisés Benamor. En las elecciones participaron 1,705,227 personas, es decir, el 42.82% de los votantes inscritos. El 53% de ellos votó por en el Partido Liberal, y el 47% por el Partido Nacional.
Los resultados oficiales fueron anunciados el 21 de febrero, y fueron los siguientes:
| Partido político | Movimiento                         | Candidato            | Votos (porcentaje en el partido) | Sumatoria de votos |
| ---------------- | ---------------------------------- | -------------------- | -------------------------------- | ------------------ |
| Partido Liberal  | Movimiento Esperanza Liberal (MEL) | Manuel Zelaya        | 470,103 (52%)                    | 904,044            |
| Partido Liberal  | Movimiento Liberal Jaimista        | Jaime Rosenthal      | 153,687 (17%)                    | 904,044            |
| Partido Liberal  | Nueva Mayoría                      | Gabriela Núñez       | 108,485 (12%)                    | 904,044            |
| Partido Liberal  | Hugo Noé Pino                      |                      |                                  | 904,044            |
| Partido Liberal  | Marlon Lara                        |                      |                                  | 904,044            |
| Partido Liberal  | Jorge Arturo Reina                 |                      |                                  | 904,044            |
| Partido Liberal  | Rafael Pineda Ponce                |                      |                                  | 904,044            |
| Partido Liberal  | Vera Sofía Rubí                    |                      |                                  | 904,044            |
| Partido Nacional | Trabajo y Seguridad                | Porfirio Lobo        | 498,336 (62.2%)                  | 801,183            |
| Partido Nacional | Un Nuevo Tiempo                    | Miguel Pastor        | 280,173 (34.97%)                 | 801,183            |
| Partido Nacional | Por una Mejor Alternativa (PUMA)   | Jilberto Golstein    | 15,062 (1.88%)                   | 801,183            |
| Partido Nacional |                                    | José de Jesús Flores | 6,890 (0.86%)                    | 801,183            |

## Resultados
La convocatoria a elecciones generales se realizó el 26 de mayo de 2005, las cuales se celebraron el 27 de noviembre de ese año. El tribunal electoral hondureño dispuso 5,303 centros de votación y se ubicaron 18,368 Mesas Electorales Receptoras en todo el territorio nacional. Se prepararon centros en las ciudades estadounidenses de Nueva Orleans, Miami, Washington D. C., Nueva York y Los Ángeles. Hubo 6.000 observadores nacionales, así como 114 observadores de 14 Estados de la Organización de los Estados Americanos (OEA). Y se movilizaron a más de 16,000 soldados y policías.
La noche de las elecciones, el presidente del TSE, Arístides Mejía —representante del PLH en el TSE—, sin la presencia de los otros magistrados y con base en el conteo rápido y las encuestas de boca de urna, declaró como ganador de los comicios a Manuel "Mel" Zelaya con el 50.8% de los votos, sobre el candidato Porfirio "Pepe" Lobo con 45.2%. En ese momento, se habían contabilizado apenas 151 de las 5,312 mesas de votación —el 2.8 %. Al día siguiente más de 3,000 nacionalistas protestaron en las calles contra el TSE, mientras que los magistrados de este ente hicieron una conferencia de prensa en la que llamaron a evitar tensiones por el retraso en los resultados y aseguraron que no existían irregularidades en el proceso. Ese mismo día, el presidente del Consejo Local del Partido Liberal de El Paraíso, Miguel Adrián Mejía, fue asesinado tras un altercado con activistas nacionalistas. El Presidente hondureño Ricardo Maduro se reunió con ambos candidatos para pedirles que esperaran los resultados con calma, y también pidió la contribución de la OEA. Al día siguiente, la OEA anunció que no se retiraría del país hasta solventar la «crisis». El conteo avanzó con gran lentitud, según el TSE, debido a problemas técnicos.  El candidato nacionalista Porfirio Lobo, por su parte, se mantuvo a la espera de resultados válidos.
El 7 de diciembre, con más del 88.6% de las actas contadas, Lobo Sosa reconoció su derrota frente a Zelaya, lo felicitó y dijo que el PNH haría una «oposición constructiva». Los resultados oficiales (en los tres niveles) fueron dados por el TSE hasta el 23 de diciembre. 
Para los observadores electorales esas fueron las peores elecciones desde el retorno a la democracia en 1982. Muchos de ellos criticaron al TSE, al cual acusaron de estar «politizado». 

### Presidente de la República
Los niveles de abstencionismo fueron los más altos de la llamada Era Democrática, desde las elecciones de 1982. El partido Liberal ganó en catorce de los dieciocho departamentos de Honduras, mientras que el Partido Nacional ganó en los departamentos más poblados: Francisco Morazán, Choluteca, Intibucá y Lempira. 
| Candidato             | Candidato             | Partido               | Partido                                 | Votos     | %      |
| --------------------- | --------------------- | --------------------- | --------------------------------------- | --------- | ------ |
|                       | Manuel Zelaya         |                       | Partido Liberal de Honduras             | 999,006   | 49.90  |
|                       | Porfirio Lobo         |                       | Partido Nacional de Honduras            | 925,243   | 46.22  |
|                       | Juan Ángel Almendares |                       | Unificación Democrática                 | 29,754    | 1.49   |
|                       | Juan Ramón Martínez   |                       | Partido Demócrata Cristiano de Honduras | 27,812    | 1.39   |
|                       | Carlos Sosa           |                       | Partido Innovación y Unidad             | 20,093    | 1.00   |
|                       |                       |                       |                                         |           |        |
| Votos válidos         | Votos válidos         | Votos válidos         | Votos válidos                           | 2,001,908 | 91.39  |
| Votos en blanco       | Votos en blanco       | Votos en blanco       | Votos en blanco                         | 55,139    | 2.52   |
| Votos nulos           | Votos nulos           | Votos nulos           | Votos nulos                             | 133,351   | 6.09   |
| Participación         | Participación         | Participación         | Participación                           | 2,190,398 | 100.00 |
| Electores registrados | Electores registrados | Electores registrados | Electores registrados                   | 3.976.550 | 55.08  |

### Diputados al Congreso Nacional
El nuevo Congreso incluyó al mayor número de mujeres diputadas en la historia del país hasta entonces: 32 de 128 curules, es decir el 25%. También se escogió a 4 diputados afrodescendientes, siendo la primera vez en 70 años que los afrodescendientes obtenían representación en el Congreso. El Partido Liberal ganó 62 diputados y el Partido Nacional 55, mientras que los partidos minoritarios 11.
| Partido               | Partido               | Partido                                 | Votos     | %      | Escaños | +/- |
| --------------------- | --------------------- | --------------------------------------- | --------- | ------ | ------- | --- |
|                       |                       | Partido Liberal de Honduras             | 895,655   | 44.84  | 62      | +7  |
|                       |                       | Partido Nacional de Honduras            | 809,171   | 40.42  | 55      | -6  |
|                       |                       | Unificación Democrática                 | 113,508   | 5.67   | 5       | 0   |
|                       |                       | Partido Demócrata Cristiano de Honduras | 93,228    | 4.66   | 2       | -2  |
|                       |                       | Partido Innovación y Unidad             | 90,346    | 4.41   | 4       | +1  |
|                       |                       |                                         |           |        |         |     |
| Votos válidos         | Votos válidos         | Votos válidos                           | 2,001,908 | 91.39  |         |     |
| Votos en blanco       | Votos en blanco       | Votos en blanco                         | 55,139    | 2.52   |         |     |
| Votos nulos           | Votos nulos           | Votos nulos                             | 133,351   | 6.09   |         |     |
| Participación         | Participación         | Participación                           | 2,190,398 | 100.00 | 128     | -   |
| Electores registrados | Electores registrados | Electores registrados                   | 3.976.550 | 55.08  |         |     |

### Alcaldías Municipales
El Partido Liberal ganó 167 de los 298 municipios hondureños (un 56%), y el Partido Nacional ganó 123 (41%). El Partido Innovación y Unidad ganó siete alcaldías, el Partido Demócrata Cristiana una y el Partido Unión Democrática ninguno. En Tegucigalpa, Ricardo Álvarez ganó con facilidad la alcaldía, superando al candidato liberal Enrique "Kikito" Ortez; mientras que en San Pedro Sula el ganador fue el liberal Rodolfo Padilla Sunseri, y el candidato nacionalista fue Arturo "Tuky" Bendaña.